# Neospintharus parvus
Neospintharus parvus là một loài nhện trong họ Theridiidae.
Loài này thuộc chi Neospintharus. Neospintharus parvus được H. Exline miêu tả năm 1950.